# سندمن (ورتیگو)
سندمن (به انگلیسی: The Sandman) یک مجموعه کتاب کامیک آمریکایی در ژانر فانتزی تاریک و به قلم نیل گیمن است که توسط انتشارات دی‌سی کامیکس تحت نام تجاری ورتیگو منتشر شده است. از تصویرگران این مجموعه می‌توان به سم کیث، مایک درینگنبرگ، جیل تامپسون، مارک همپل، شاون ماک‌مانوس و مایکل زولی اشاره کرد. داستان مجموعه حول محور شخصیت دیریم یکی از هفت اندلس در گردش است که با نام مورفئوس نیز شناخته می‌شود و بر جهان رؤیاها فرمانروایی می‌کند. اولین نسخه از این سری به تعداد ۷۵ جلد (به علاوه یک جلد ویژه) از ژانویه ۱۹۸۹ تا مارس ۱۹۹۶ به چاپ رسید.
قهرمان اصلی مجموعه کمیک سندمن دیریم است که تحت عنوان مورفئوس، یا چندین نام دیگر شناخته می‌شود و یکی از اعضای خانوادهٔ اِندلس به‌شمار می‌رود. دیگر اعضای اندلس شامل دستینی (سرنوشت)، دث (مرگ)، دیستراکشن (نابودی)، دیزایر (آرزو)، دیسپر (نومیدی) و دلریئم (دیوانگی) می‌باشند. این سری برای استفاده گیمن از نماد بازرگانی انسان‌انگاری از نهادهای مختلف متافیزیکی شناخته شده است، در حالی که همچنین ترکیبی از اسطوره‌شناسی و تاریخ در پیش زمینه ترسناک آن در دنیای دی‌سی وجود دارد. داستان سندمن دربارهٔ چگونگی به بند کشیده شدن مورفئوس، فرمانروا و تجسم رؤیا و واقعیت را روایت می‌کند و سپس این مسئله را می‌آموزد که برخی مواقع تغییر اجتناب ناپذیر است.
سندمن که با واکنش‌های خوبی از سوی منتقدان همراه بود، یکی از نخستین رمان‌های گرافیکی بود که همراه با آثاری همچون ماوس، واچ‌مِن و بازگشت شوالیه تاریکی در فهرست کتاب‌های پرفروش نیویورک تایمز قرار گرفت. همچنین یکی از پنج رمان گرافیکی محسوب می‌شد که در ۱۰۰ تا از بهترین آثار خواننده شده از سال ۱۹۸۳ الی ۲۰۰۳ در انترتینمنت ویکلی رتبه ۴۶ را به خود اختصاص داد. نورمن میلر نویسنده صاحب سبک آمریکایی، این مجموعه را به عنوان «داستان مصوری برای روشن‌فکران» توصیف کرد.
از ژوئن ۲۰۱۹، یک اقتباس تلویزیونی توسط رسانهٔ جاری نتفلیکس در حال توسعه بود، که در نهایت فصل اول آن در اوت ۲۰۲۲، منتشر شد. همانند کتاب کمیک، قهرمان اصلی داستان شخصیت دیریم، با بازی تام استاریج است.